# Zilverdraakvis
De zilverdraakvis (Chimaera phantasma) is een vis uit de familie van draakvissen (Chimaeridae), die voorkomt in het noordwesten en het westen van de Grote Oceaan en met name de open wateren rondom Australië, China, Japan, Noord-Korea, Zuid-Korea, Nieuw Caledonië, de Filipijnen, Taiwan, en Vietnam.
De zilverdraakvis kan een maximale lengte bereiken van 100 cm en komt voor op diepten van 90 tot 540 m.